# Ментална болница
Ментална болница је пежоративан назив за психијатријску установу односно душевну болницу. Подразумевано значење је да је у питању болница специјализована за лечење особа са менталним болестима. Иако превазиђен, напредовањем науке и праксе менталне хигијене, термин менталне болнице се задржао у неким земљама — посебно у САД.